# Xintang, Guanxi
Xintang (kinesiska: 新塘乡, 新塘) är en socken i Kina. Den ligger i den autonoma regionen Guangxi, i den södra delen av landet, omkring 130 kilometer öster om regionhuvudstaden Nanning. Antalet invånare är 49575. Befolkningen består av 24 667 kvinnor och 24 908 män. Barn under 15 år utgör 23,0 %, vuxna 15-64 år 66 %, och äldre över 65 år 9,0 %.
Genomsnittlig årsnederbörd är 2 256 millimeter. Den regnigaste månaden är juli, med i genomsnitt 350 mm nederbörd, och den torraste är februari, med 47 mm nederbörd.